# Paulo de Carvalho
Paulo de Carvalho, nato Manuel Paulo de Carvalho Costais (Lisbona, 15 maggio 1947), è un cantante portoghese.
Ha rappresentato il Portogallo all'Eurovision Song Contest 1974 e all'Eurovision Song Contest 1977, in questa seconda occasione come membro del gruppo Os Amigos.
Una sua canzone trasmessa alla radio portoghese sul finire del giorno prima del 25 aprile 1974, Depois do Adeus, «era stato il segnale convenuto per gli ufficiali del movimento che dovevano prepararsi». Il messaggio che dava il via alle operazioni fu un'altra canzone, trasmessa la mattina seguente da una radio occupata dal movimento, «l'emblematica Grãndola, Villa Morena di José Afonso».